# 西園寺賞季
西園寺 賞季（さいおんじ よしすえ）は、江戸時代中期の公卿。内大臣・西園寺公晃の子。官位は従一位・右大臣。

## 経歴
寛延元年（1748年）に叙爵。以降清華家当主として速いスピードで累進して、宝暦6年（1756年）に従三位に達して公卿に列した。その後、権中納言・権大納言を経て、明和元年（1764年）には大歌所別当や踏歌節会外弁に補された。明和5年（1768年）には皇太子英仁親王（のちの後桃園天皇）の春宮大夫となるも、明和7年（1770年）の親王の践祚と共に辞す。安永4年（1775年）内大臣に任じられた。寛政2年（1790年）従一位に叙される。寛政8年（1796年）に右大臣に任じられるも辞した。

## 系譜
男子には実子の公兼、公氏と養子の実韶の3人がいたが、相次いで先立たれている。西園寺家の相続人がいなくなったために、左大臣二条治孝の三男の寛季を養子に迎えて西園寺家を相続させた。これにより、700年以上に渡り続いてきた藤原公季の男系血統は断絶した。(女系で公季の血筋は受け継がれている。)
- 父：西園寺公晃
- 母：今出川伊季の娘
- 妻：広幡長忠の娘 - 近衛内前の猶子
- 家女房
  - 男子：西園寺公兼（1765年 - 1772年）
  - 男子：西園寺公氏（1777年 - 1793年）
- 生母不明の子女
  - 女子：野宮定業室
  - 女子：宝珠院 - 毛利匡芳正室
  - 女子：鏡貞院 - 毛利匡芳継室
- 養子
  - 男子：西園寺実韶 - 一条輝良の子
  - 男子：西園寺寛季 - 二条治孝の三男